# 新八柱車站

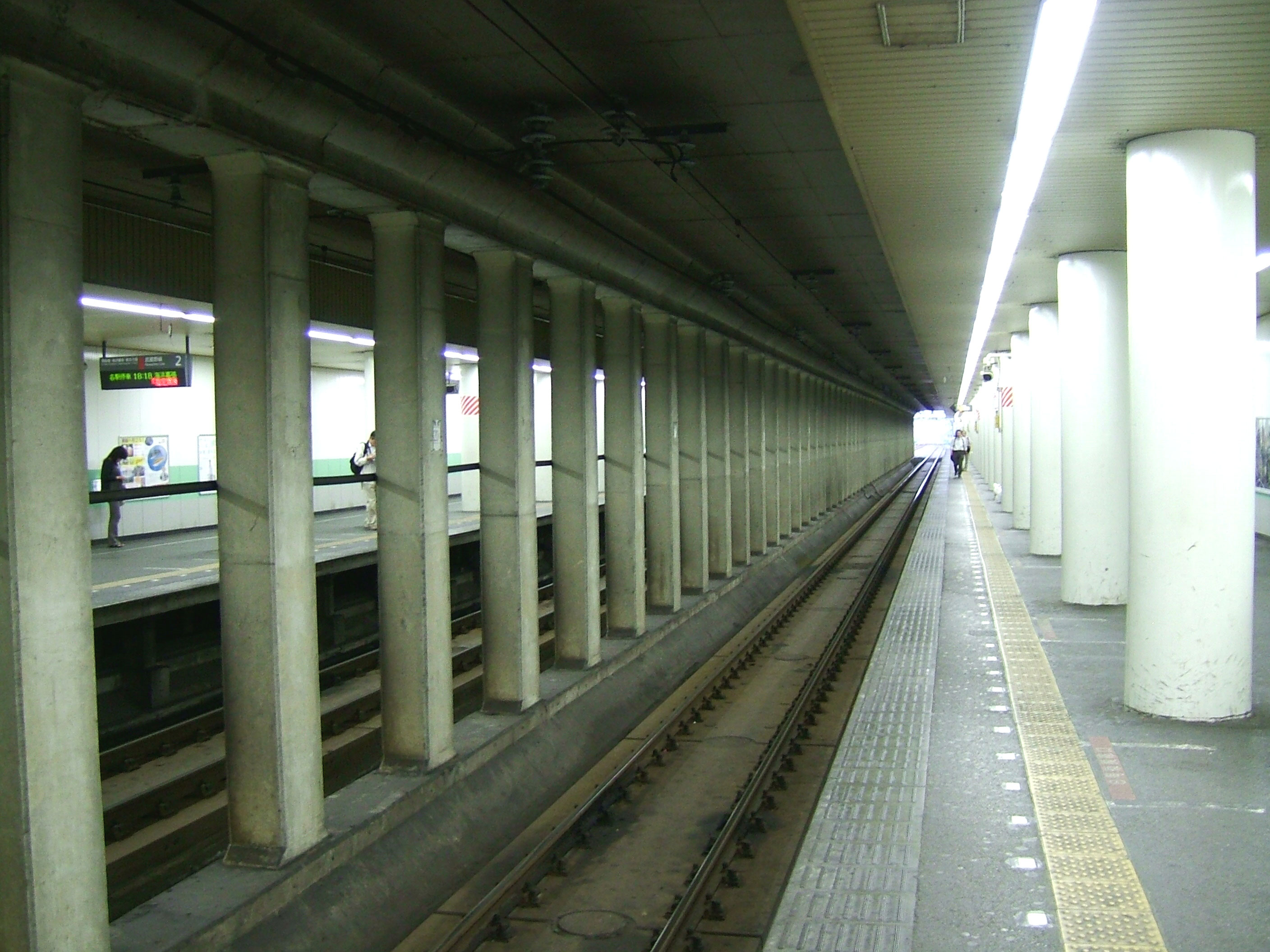
遠方實際上看得到隧道出口的新八柱車站月台區。

新八柱車站（日语：／ Shin-yahashira eki */?）是由東日本旅客鐵道（JR東日本）所經營的鐵路車站，位於日本千葉縣松戶市日暮。本站是JR東日本武藏野線的鐵路車站，車站編號JM14。由本站開始一直到西船橋之間的武藏野線沿線車站，都是屬於JR東日本千葉支社的管轄範圍。
新八柱車站與隸屬於京成電鐵松戶線上的八柱是兩個構造獨立但中間有走道相連的轉車站，因此是鄰近地區頗為重要的交通樞紐之一。

## 車站構造
新八柱車站是半地下車站，設置在路塹上方。站房位於地面，月台為地下結構。2面2線的對向式月台被站房、站前圓環、松戶線路軌與鄰近道路覆蓋。站房與檢票口在上方靠府中本町一側。

### 月台配置
| 月台 | 路線     | 方向 | 目的地                         |
| ---- | -------- | ---- | ------------------------------ |
| 1    | 武藏野線 | 上行 | 往新松戶、南浦和、府中本町方向 |
| 2    | 武藏野線 | 下行 | 往西船橋、海濱幕張、東京方向   |

（來源：JR東日本:車站構內圖 （页面存档备份，存于））

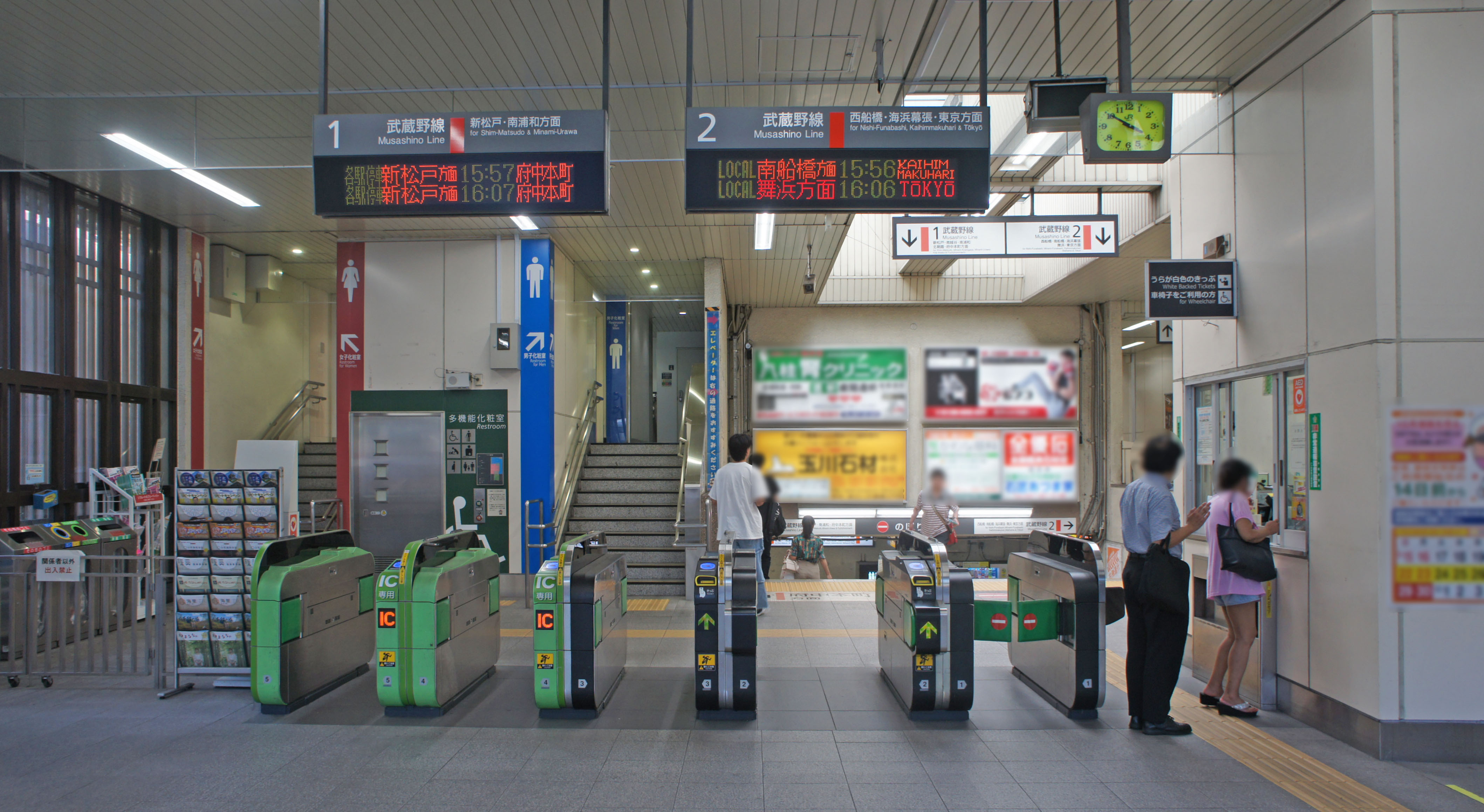
閘口（2019年9月）
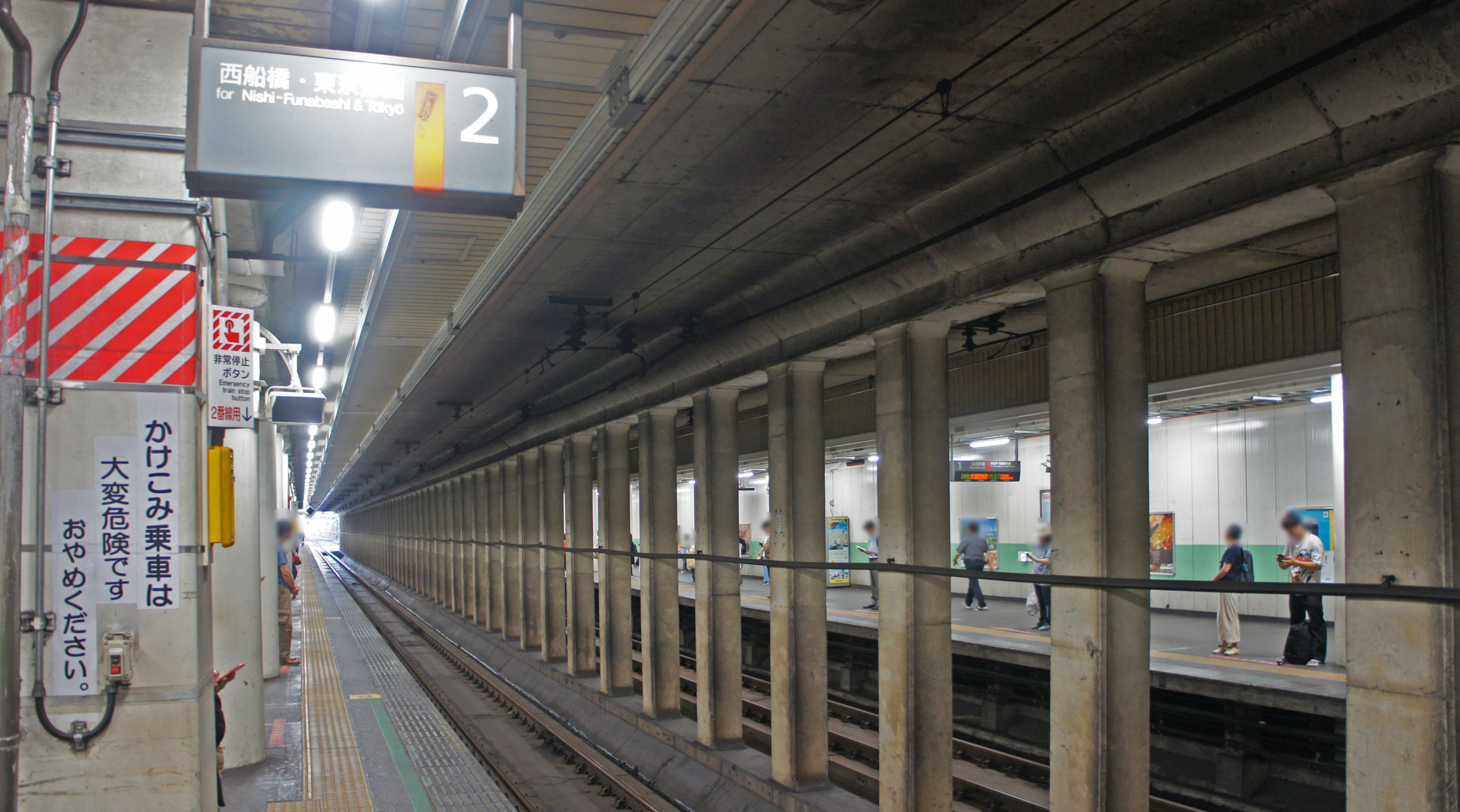
月台（2019年9月）

## 使用情況
2019年（令和元年）度的1日平均上車人次為24,705人，在武藏野線內26個車站當中排行第12名，且近年有增加傾向。
開業以後的一日平均上車人次的推移如下表。
| 年度               | 1日平均 上車人次 | 來源     |
| ------------------ | ---------------- | -------- |
| 1978年（昭和53年） | 3,276            | [ * 1 ]  |
| 1979年（昭和54年） | 4,809            | [ * 2 ]  |
| 1980年（昭和55年） | 5,712            | [ * 3 ]  |
| 1981年（昭和56年） | 6,399            | [ * 4 ]  |
| 1982年（昭和57年） | 6,677            | [ * 5 ]  |
| 1983年（昭和58年） | 7,628            | [ * 6 ]  |
| 1984年（昭和59年） | 8,174            | [ * 7 ]  |
| 1985年（昭和60年） | 8,782            | [ * 8 ]  |
| 1986年（昭和61年） | 10,075           | [ * 9 ]  |
| 1987年（昭和62年） | 11,683           | [ * 10 ] |
| 1988年（昭和63年） | 13,908           | [ * 11 ] |
| 1989年（平成元年） | 16,356           | [ * 12 ] |
| 1990年（平成02年） | 19,321           | [ * 13 ] |
| 1991年（平成03年） | 20,000           | [ * 14 ] |
| 1992年（平成04年） | 21,144           | [ * 15 ] |
| 1993年（平成05年） | 22,642           | [ * 16 ] |
| 1994年（平成06年） | 23,287           | [ * 17 ] |
| 1995年（平成07年） | 23,649           | [ * 18 ] |
| 1996年（平成08年） | 23,218           | [ * 19 ] |
| 1997年（平成09年） | 22,739           | [ * 20 ] |
| 1998年（平成10年） | 21,093           | [ * 21 ] |
| 1999年（平成11年） | 20,539           | [ * 22 ] |
| 2000年（平成12年） | 20,520           | [ * 23 ] |
| 2001年（平成13年） | 20,610           | [ * 24 ] |
| 2002年（平成14年） | 20,629           | [ * 25 ] |
| 2003年（平成15年） | 21,106           | [ * 26 ] |
| 2004年（平成16年） | 21,275           | [ * 27 ] |
| 2005年（平成17年） | 21,605           | [ * 28 ] |
| 2006年（平成18年） | 22,282           | [ * 29 ] |
| 2007年（平成19年） | 22,594           | [ * 30 ] |
| 2008年（平成20年） | 22,866           | [ * 31 ] |
| 2009年（平成21年） | 23,086           | [ * 32 ] |
| 2010年（平成22年） | 23,150           | [ * 33 ] |
| 2011年（平成23年） | 23,255           | [ * 34 ] |
| 2012年（平成24年） | 23,615           | [ * 35 ] |
| 2013年（平成25年） | 23,976           | [ * 36 ] |
| 2014年（平成26年） | 23,738           | [ * 37 ] |
| 2015年（平成27年） | 24,300           | [ * 38 ] |
| 2016年（平成28年） | 24,495           | [ * 39 ] |
| 2017年（平成29年） | 24,825           | [ * 40 ] |
| 2018年（平成30年） | 24,953           |          |
| 2019年（令和元年） | 24,705           |          |

備註
1. ↑  1978年10月2日開業。開業日起至翌年3月31日為止集計數據。

## 車站周邊
新八柱車站的站名源自車站南側的傳統地名「八柱」，在過去這裡曾是東葛飾郡八柱村，在1938年併入松戶町（今日松戶市的前身）。所謂「八柱」意指「由八個村落的柱子所建立的地區」，但新八柱車站所處的地點在過去其實是鄰村高木村的範圍內，雖然二者都已經成為松戶市的一部份。在日文發音上，新八柱車站的八柱發音為（Yahashira），與一牆之隔、發音為（Yabashira）的京成松戶線八柱車站略有不同。
新八柱與八柱車站的周遭是高密度的住宅地區，尤其是車站東北方的常盤平團地，是日本住宅公團（今日本都市再生機構（UR）前身）在非常早期的1960年代就已開始開發的大規模住宅重劃區，區內有許多公營的出租公寓。車站以北徒步10分鐘之內可以見到位在千駄堀、有著大面積森林與濕地的大型都市公園——21世紀之森與廣場。
東京都會區東郊主要的公墓、東京都立八柱靈園位在新八柱車站東南方步行15分鐘的距離內。雖然新八柱並非距離該墓園最近的車站（北總鐵道北總線上的松飛台實際上緊鄰在八柱靈園南側），但八柱靈園北向的主要入口卻是朝著新八柱車站的方向，且在這條主要參道的兩旁，設有許多包括墓石店在內的殯葬業相關商號。
沿新八柱車站出口正面（南面、往西船橋方向）圓環外的主要道路朝北，是一條名為櫻花通、與松戶線平行長約3公里餘的道路。這條道路兩旁滿植吉野櫻與大島櫻等非常受歡迎的櫻花品種，在1987年時獲選「日本街道百選」，每年4月上旬花季時皆會舉行櫻花祭，是關東地區較為著名的賞櫻景點之一。

## 相鄰車站
東日本旅客鐵道
 武藏野線
東松戶（JM 13）－新八柱（JM 14）－新松戶（JM 15）

### 使用情況
1. ↑  千葉県統計年鑑 （页面存档备份，存于） - 千葉県

JR東日本2000年度以後上車人次
1. ↑  各駅の乗車人員（2000年度） （页面存档备份，存于） - JR東日本
2. ↑  各駅の乗車人員（2001年度） （页面存档备份，存于） - JR東日本
3. ↑  各駅の乗車人員（2002年度） （页面存档备份，存于） - JR東日本
4. ↑  各駅の乗車人員（2003年度） （页面存档备份，存于） - JR東日本
5. ↑  各駅の乗車人員（2004年度） （页面存档备份，存于） - JR東日本
6. ↑  各駅の乗車人員（2005年度） （页面存档备份，存于） - JR東日本
7. ↑  各駅の乗車人員（2006年度） （页面存档备份，存于） - JR東日本
8. ↑  各駅の乗車人員（2007年度） （页面存档备份，存于） - JR東日本
9. ↑  各駅の乗車人員（2008年度） （页面存档备份，存于） - JR東日本
10. ↑  各駅の乗車人員（2009年度） （页面存档备份，存于） - JR東日本
11. ↑  各駅の乗車人員（2010年度） （页面存档备份，存于） - JR東日本
12. ↑  各駅の乗車人員（2011年度） （页面存档备份，存于） - JR東日本
13. ↑  各駅の乗車人員（2012年度） （页面存档备份，存于） - JR東日本
14. ↑  各駅の乗車人員（2013年度） （页面存档备份，存于） - JR東日本
15. ↑  各駅の乗車人員（2014年度） （页面存档备份，存于） - JR東日本
16. ↑  各駅の乗車人員（2015年度） （页面存档备份，存于） - JR東日本
17. ↑  各駅の乗車人員（2016年度） （页面存档备份，存于） - JR東日本
18. ↑  各駅の乗車人員（2017年度） （页面存档备份，存于） - JR東日本
19. ↑  各駅の乗車人員（2018年度） （页面存档备份，存于） - JR東日本
20. ↑  各駅の乗車人員（2019年度） （页面存档备份，存于） - JR東日本

千葉縣統計年鑑
1. ↑  .   [2020-07-27]. （原始内容存档于2020-01-08）.
2. ↑  .   [2020-07-27]. （原始内容存档于2020-01-08）.
3. ↑  .   [2020-07-27]. （原始内容存档于2020-01-08）.
4. ↑  .   [2020-07-27]. （原始内容存档于2020-01-08）.
5. ↑  .   [2020-07-27]. （原始内容存档于2020-01-08）.
6. ↑  .   [2020-07-27]. （原始内容存档于2020-01-08）.
7. ↑  .   [2020-07-27]. （原始内容存档于2020-01-08）.
8. ↑  .   [2020-07-27]. （原始内容存档于2020-01-08）.
9. ↑  .   [2020-07-27]. （原始内容存档于2020-01-08）.
10. ↑  .   [2020-07-27]. （原始内容存档于2020-01-08）.
11. ↑  .   [2020-07-27]. （原始内容存档于2020-01-08）.
12. ↑  .   [2020-07-27]. （原始内容存档于2020-01-08）.
13. ↑  .   [2020-07-27]. （原始内容存档于2020-01-08）.
14. ↑  .   [2020-07-27]. （原始内容存档于2020-01-08）.
15. ↑  .   [2020-07-27]. （原始内容存档于2020-01-08）.
16. ↑  .   [2020-07-27]. （原始内容存档于2020-01-08）.
17. ↑  .   [2020-07-27]. （原始内容存档于2020-01-08）.
18. ↑  .   [2020-07-27]. （原始内容存档于2020-01-08）.
19. ↑  .   [2020-07-27]. （原始内容存档于2020-01-08）.
20. ↑  .   [2020-07-27]. （原始内容存档于2020-01-08）.
21. ↑  .   [2020-07-27]. （原始内容存档于2020-01-08）.
22. ↑  .   [2020-07-27]. （原始内容存档于2017-09-30）.
23. ↑  .   [2020-07-27]. （原始内容存档于2017-09-30）.
24. ↑  .   [2020-07-27]. （原始内容存档于2017-09-30）.
25. ↑  .   [2020-07-27]. （原始内容存档于2017-09-30）.
26. ↑  .   [2020-07-27]. （原始内容存档于2017-09-30）.
27. ↑  .   [2020-07-27]. （原始内容存档于2017-09-30）.
28. ↑  .   [2020-07-27]. （原始内容存档于2020-01-08）.
29. ↑  .   [2020-07-27]. （原始内容存档于2020-01-08）.
30. ↑  .   [2020-07-27]. （原始内容存档于2020-01-08）.
31. ↑  .   [2020-07-27]. （原始内容存档于2017-08-30）.
32. ↑  .   [2020-07-27]. （原始内容存档于2017-08-30）.
33. ↑  .   [2020-07-27]. （原始内容存档于2017-08-30）.
34. ↑  .   [2020-07-27]. （原始内容存档于2017-08-30）.
35. ↑  .   [2020-07-27]. （原始内容存档于2017-08-30）.
36. ↑  .   [2020-07-27]. （原始内容存档于2017-08-11）.
37. ↑  .   [2020-07-27]. （原始内容存档于2017-08-11）.
38. ↑  .   [2020-07-27]. （原始内容存档于2017-08-11）.
39. ↑  .   [2020-07-27]. （原始内容存档于2020-04-24）.
40. ↑  .   [2020-07-27]. （原始内容存档于2020-04-24）.

## 外部連結
- 車站資訊（新八柱）：東日本旅客鐵道
- 新京成房屋－八柱/新八柱車站周邊介紹 （页面存档备份，存于）（日語）

35°47′31″N 139°56′18″E / 35.79194°N 139.93833°E